# Промышленность Набережных Челнов

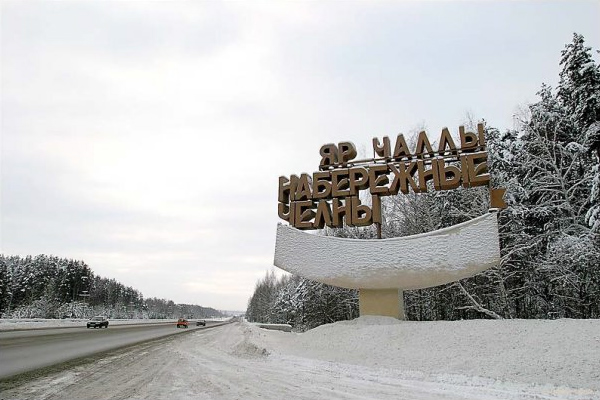
На въезде в Набережные Челны

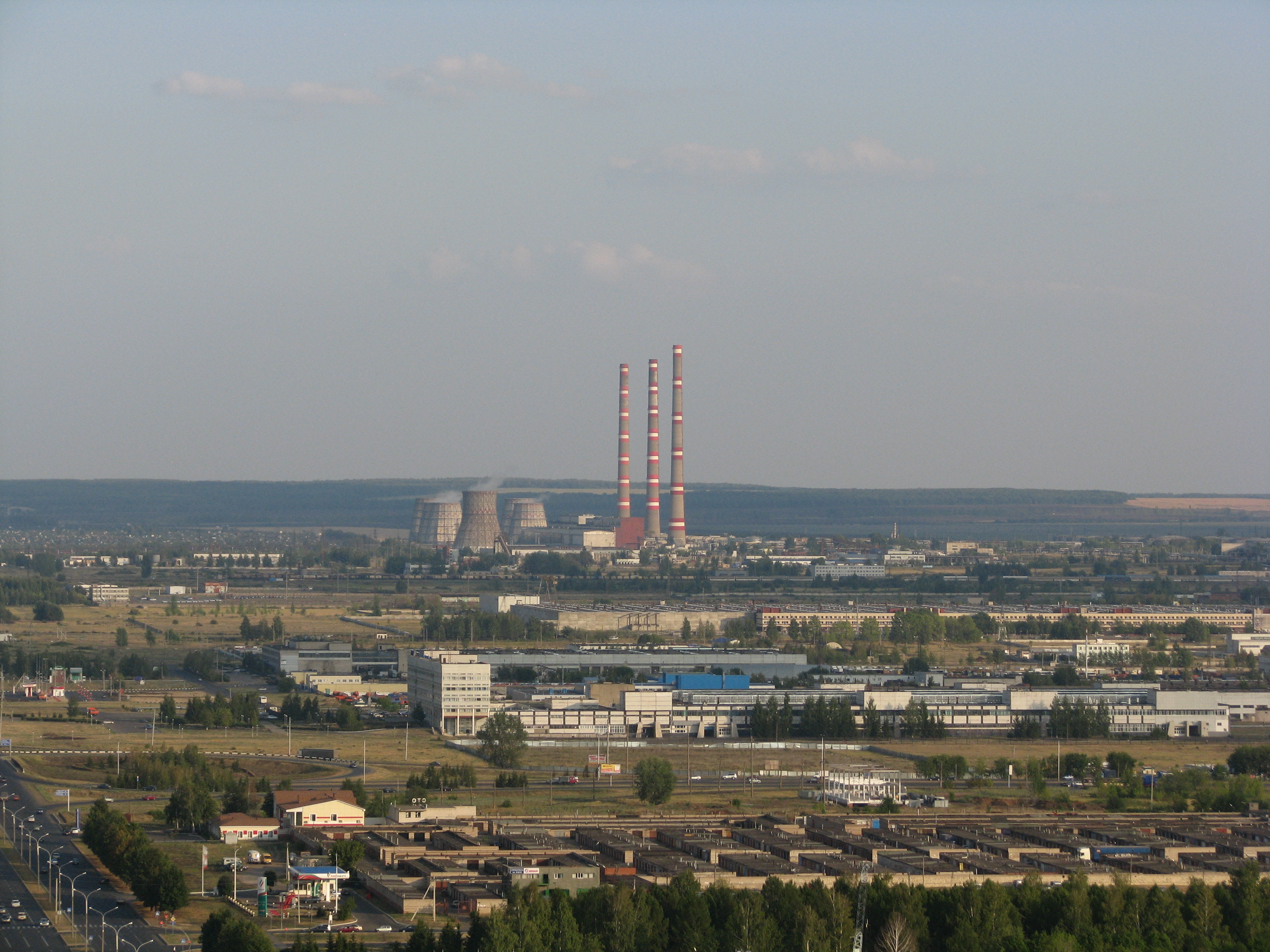
Набережночелнинская ТЭЦ

Набережные Челны — крупный промышленный центр на Каме. Наибольшее развитие получили следующие отрасли: машиностроение, электроэнергетика, строительная индустрия, пищевая и перерабатывающая промышленность. Градообразующим предприятием Набережных Челнов является Камский автомобильный завод, на долю которого приходится почти три четверти объёма промышленной продукции, произведенной в городе.

## Автомобилестроение

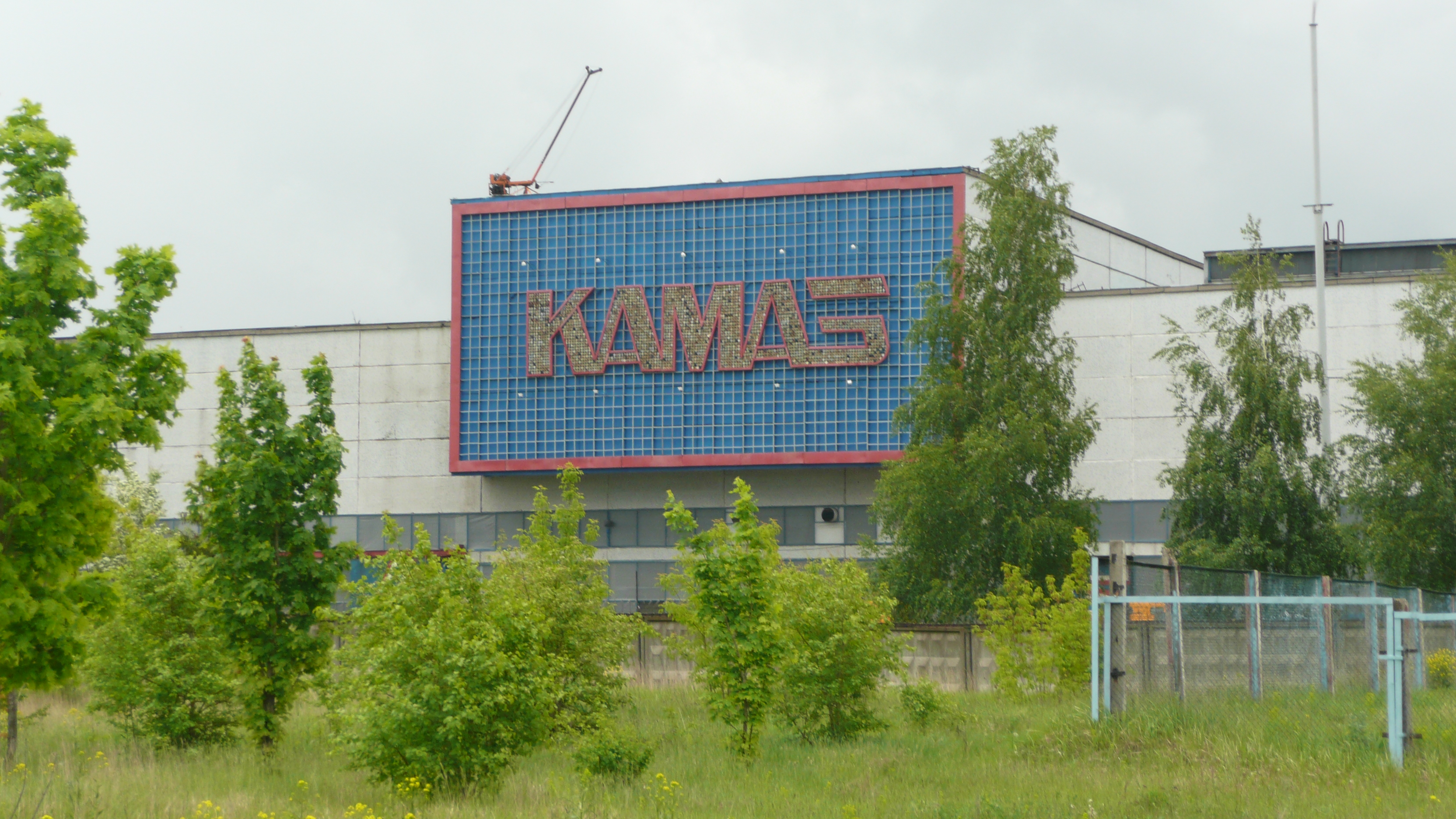
Производственный корпус ОАО «КАМАЗ»

- ПАО «КАМАЗ» — крупнейшая автомобильная корпорация России, занимающая 13-е место среди ведущих мировых производителей тяжёлых грузовых автомобилей[1].
- ОАО «Соллерс-Набережные Челны» (бывший Завод малолитражных автомобилей (ЗМА) — завод, основанный в 1987 году как дочернее предприятие ОАО «КАМАЗ», до 2005 года производивший микролитражные автомобили ВАЗ 11113-ОКА, а впоследствии, войдя в состав ОАО «Со́ллерс» (Sollers) — автомобили иностранного производства: SsangYong Rexton, Fiat Albea, Fiat Palio, Fiat Doblò. Производство включало в себя: цех сварки, цех окраски и сборочный цех.
- ООО «Камский тракторный завод» — предприятие (отверточная сборка), выпускающее совместно с одним из крупнейших мировых производителей тракторов — Итальянской компанией «ARGO Tractors S.P.A.» трактора 3-го тягового класса TTX-185, TTX-215 и ТТХ-230[2].

## Энергетика

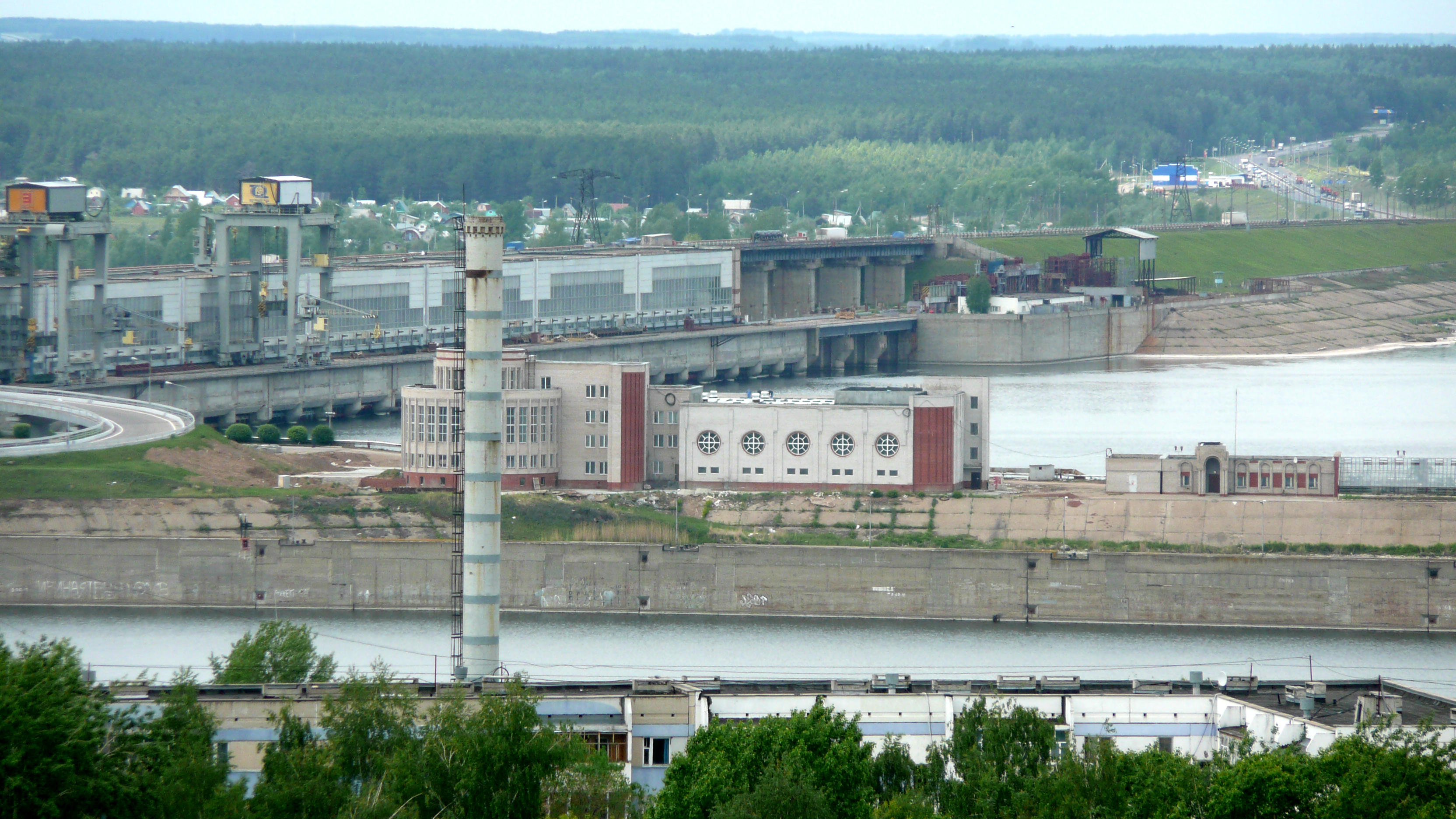
Общий вид на Нижнекамскую ГЭС

Энергетическую отрасль города представляют Набережночелнинская теплоэлектроцентраль — входящей в десятку крупнейших тепловых станций России и Нижнекамская гидроэлектростанция, а также организации, обслуживающие тепловые, электрические и инженерные коммуникации.

## Лёгкая промышленность
- ЗАОр «Народное Предприятие „Набережночелнинский картонно-бумажный комбинат“» (с 1981 года (запуск 1986 год)) — крупнейшее в СССР (до 1991) и  России (с 1992) предприятие по производству гофропропродукции и туалетной бумаги в рулонах[3].

## Пищевая промышленность
- АО «Челны-хлеб» — производитель хлебобулочных и кондитерских изделий, работающий по технологии полного цикла: от выращивания зерновых культур до производства хлеба, реализуемого через собственную торговую сеть[4].
- ООО «Челны-Бройлер» — ведущее предприятие птицеводческой отрасли Республики Татарстан.
- ОАО «Челны Холод» — крупнейший в Республике Татарстан производитель полуфабрикатов, мороженого и прочих продуктов питания.
- ООО «Челны-Мясо» — ведущее предприятие Татарстана в отрасли мясоперерабатывающей промышленности.
- ОАО «Булгарпиво» — крупнейший пивоваренный завод в Закамье, в составе холдинга «Букет Чувашии».
- Филиал ООО УК «АГРОСИЛА МОЛОКО» «Набережночелнинский молочный комбинат»

## Металлургические предприятия
- ООО «Камский Завод Метизов» — крупнейший в Республике Татарстан производитель метизов и крепежа.

## Строительство

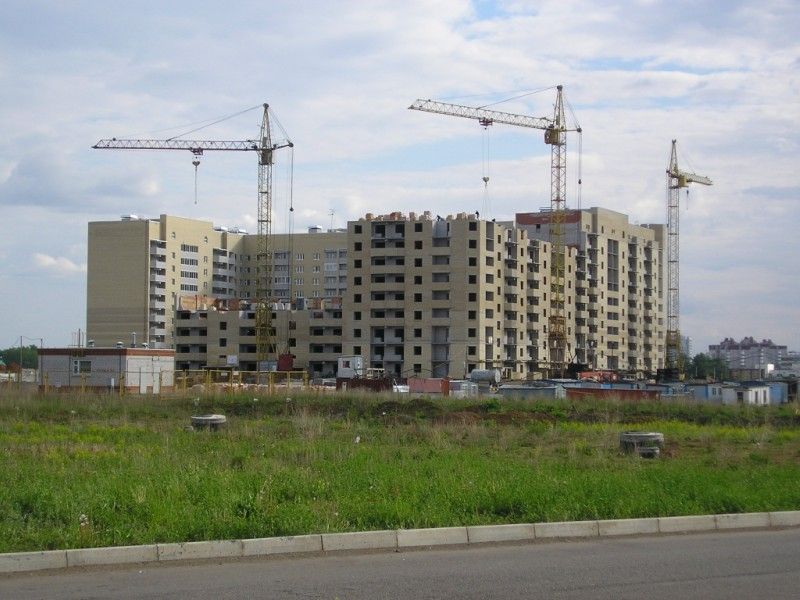
Строительство нового микрорайона

В строительной отрасли Набережных Челнов занято 11650 работников, из них более 6000 человек — работают в крупных и средних предприятиях.
Крупнейшие предприятия:
- ОАО «Камгэсэнергострой»
- ОАО «Завод ячеистых бетонов»
- ОАО «Трест КамДорСтрой»
- ОАО «Камский трест инженерно-строительных изысканий»